# صداع انتصابي

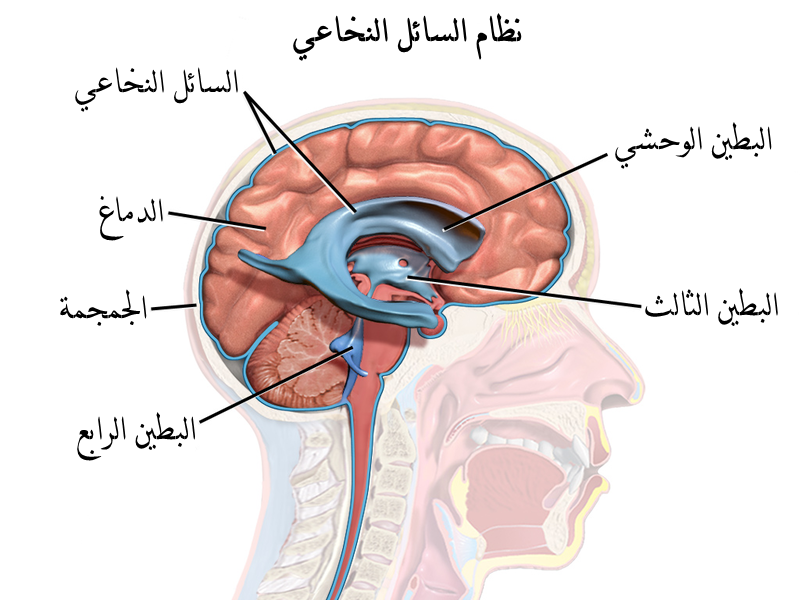
صداع انتصابي.

الصداع الانتصابي (بالإنجليزية:  Orthostatic headache)‏ حالة مرضية يشعر فيها المريض -بصداع في الوضع العمودي ويزول في الوضع الأفقي (الصداع الذي يزداد سوءا في الوضع العمودي الوقوف ويتحسن عند الاستلقاء). .
في السابق كان يتم تشخيص الحالة بشكل غير صحيح وتشمل التشخيصات غير الصحيحة الصداع النصفي وجميع أنواع اضطرابات الصداع العادي كالصداع بسبب التوتر

## الأسباب
أكثر الأسباب شيوعاً انخفاض ضغط السائل الدماغي الشوكي نتيجة الإصابة بمتلازمة تسرب السائل النخاعي
و من الأسباب الأخرى إصابة الكيس الغروي وامراض النسيج الضام